# Heinz Baas
Heinz Baas (* 13. April 1922; † 6. Dezember 1994) war ein deutscher Fußballspieler und -trainer. Als Stürmer absolvierte der gebürtige Rheinländer für Eintracht Frankfurt und Kickers Offenbach insgesamt 174 Spiele in der Oberliga Süd, in denen er 73 Tore erzielte. Der Höhepunkt seiner Spielerlaufbahn war das Finale um die Deutsche Meisterschaft und die damit verbundene Vizemeisterschaft mit den Kickers im Jahr 1950. Baas′ rund 20-jährige Trainerkarriere bei höherklassigen Mannschaften begann 1959 beim Oberligisten Mainz 05, woran sich ab 1966 mehrere Stationen bei hessischen und badischen Vereinen anschlossen, darunter die Regional- oder Zweitligisten FSV Frankfurt, KSV Hessen Kassel, Karlsruher SC und SC Freiburg. Sein größter Erfolg als Trainer war das Erreichen der Aufstiegsrunde zur Bundesliga mit dem KSC 1973.

## Karriere als Spieler
Der aus dem Rheinland stammende Heinz Baas spielte für den SV Solingen-Gräfrath sowie den Duisburger SpV, bevor er im Jahr 1946 zum Süd-Oberligisten Eintracht Frankfurt wechselte. Kam er in seiner ersten Saison als Ergänzungsspieler nur auf sieben Einsätze, so hatte der auf halblinks spielende Angreifer nach der Rückkehr von Torjäger Edmund Adamkiewicz nach Hamburg einen Stammplatz sicher. Die Eintracht konnte jedoch an die Leistungen der Spielzeit 1946/47, nach der sie einen dritten Platz belegt hatte, nicht mehr anknüpfen, zu schwer wog der Verlust des Vorjahres-Goalgetters. 1947/48 fand sie sich im Mittelmaß wieder, Baas trug mit 14 Treffern zum Erreichen des zehnten Platzes bei. Im Jahr darauf, 1948/49, gerieten die „Adler“ ernsthaft in Abstiegsgefahr, was vor allem an einer mangelhaften Torausbeute lag: Mit nur 28 Toren stellte die Eintracht den mit Abstand schwächsten Sturm der Oberliga Süd; Baas war mit nur neun Toren noch der erfolgreichste Frankfurter Torschütze.
Zur Runde 1949/50 wechselte Baas zum Liga- und Lokalrivalen Kickers Offenbach. Der OFC hatte zuvor unter Trainer Paul Oßwald eine starke Saison 1948/49 hingelegt und war zur Überraschung vieler mit elf Punkten Vorsprung Südmeister geworden. Baas trug in seinem ersten Jahr in Offenbach mit fünf Toren in 20 Spielen dazu bei, dass sich die Kickers mit einem dritten Platz auch 1950 für die DM-Endrunde qualifizierten. Durch Siege über TeBe Berlin, den Hamburger SV und Preußen Dellbrück erreichten die Lederstädter das Meisterschaftsfinale. Dort spielte Baas gemeinsam mit OFC-Star Horst Buhtz und dem aufstrebenden Gerhard Kaufhold in der Stürmerreihe, das Endspiel vor 95.000 Zuschauern in Berlin ging jedoch mit 1:2 gegen den VfB Stuttgart verloren. Dieses Spiel war gleichzeitig der Höhepunkt in der Zeit Heinz Baas’ in Offenbach, denn der Weggang von Horst Buhtz zum VfB Mühlburg bedeutete einen herben Verlust für die Oßwald-Elf, was sich in einem enttäuschenden 10. Platz in der Runde 1950/51 widerspiegelte. Nach insgesamt vier Jahren verließ der inzwischen 31-jährige Baas im Sommer 1953 den Verein, um seine aktive Laufbahn beim benachbarten Zweitligisten SV Darmstadt 98 ausklingen zu lassen.
Heinz Baas war ein schneller, trickreicher und schussstarker Stürmer, für letzteres nannte man ihn auch „Hammer“. Insgesamt kam er in der obersten Spielklasse in sieben Jahren auf 174 Spiele und 73 Tore, davon 74 Spiele (27 Tore) für die Eintracht und 100 Spiele (46 Tore) für die Kickers.

### Stationen
- SV Solingen-Gräfrath
- Duisburger SpV
- 1946 bis 1949: Eintracht Frankfurt
- 1949 bis 1953: Kickers Offenbach
- ab 1953: SV Darmstadt 98

## Stationen als Trainer
Der ausgebildete Sportlehrer Baas hatte bereits 1952 die Trainerlizenz erworben. Erste Erfahrungen sammelte er noch während seiner aktiven Zeit als Betreuer von Jugendmannschaften der Offenbacher Kickers, anschließend als Trainer des SC Olympia Lorsch, den er 1955 in die hessische Landesliga führte. Daran schloss sich ein Engagement beim hessischen Amateurligisten Olympia Lampertheim an, der Hessenmeister der Jahre 1951 und 1952 befand sich zu dieser Zeit allerdings auf dem absteigenden Ast und stieg nach der Runde 1955/56 in die 2. Amateurliga ab.

### FSV Mainz 05 (1959–1966)
Die erste Trainerstation bei einem höherklassigen Verein, dem FSV Mainz 05, sollte zugleich das längste Engagement des Trainers Heinz Baas werden. Die sieben Jahre von 1959 bis 1966 waren darüber hinaus lange Zeit Rekord für eine Trainertätigkeit in Mainz, bis sie 2008 von Jürgen Klopp eingestellt wurden. Baas übernahm die in der Oberliga Südwest spielende Mainzer Mannschaft zur Saison 1959/60 und führte nach südamerikanischem Vorbild ein moderneres, flexibleres Spielsystem mit einer Frühform des Liberos (anstelle des an den gegnerischen Mittelstürmer gebundenen Mittelläufers) und einem zentralen Mittelfeldspieler mit größeren Freiheiten ein. Die Liga wurde in diesen Jahren von den Mannschaften aus Kaiserslautern, Pirmasens, Neunkirchen und Saarbrücken dominiert. Die 05er ragten nur selten aus dem Mittelmaß heraus, hatten aber auch mit dem Abstieg nichts zu tun. Die Einführung der Bundesliga im Jahr 1963 bedeutete für den FSV zwangsläufig den Gang in die Zweitklassigkeit, in die als „Unterbau“ der höchsten Spielklasse neu eingeführte Regionalliga. Hier hatten es die Mainzer weitestgehend mit denselben Gegnern wie vorher zu tun, allerdings wirkten sich die wirtschaftlichen Umstände durch die Ligareform eher negativ auf die Regionalligisten aus. Im ersten Jahr schlugen sich die Mainzer überraschend gut, am Ende der 1963/64 stand ein vierter Platz zu Buche, wenn auch mit deutlichem Abstand auf das Spitzentrio. Im darauf folgenden Jahr machte Baas mit seiner Mannschaft im DFB-Pokal auf sich aufmerksam, als diese mit Werder Bremen und 1860 München in den ersten beiden Runden gleich zwei Bundesligisten ausschaltete und erst im Viertelfinale scheiterte; im Regionalliga-Alltag schnitt man hingegen eher mäßig ab und landete im Mittelfeld. Es folgte eine erneut starke Saison 1965/66 in der Liga, an deren Ende die Baas-Elf nur um zwei Zähler die Aufstiegsrunde zur Bundesliga verfehlte und Platz drei belegte. Nach sieben Jahren wurde der Vertrag des bei Zuschauern und Spielern beliebten, aber teuren Trainers seitens des Vereins nicht verlängert.

### FSV Frankfurt (1966–1968)
Heinz Baas verließ im Sommer 1966 nach sieben durchaus erfolgreichen Jahren den Mainzer Bruchweg und heuerte beim Süd-Regionalligisten FSV Frankfurt an. Die Bornheimer befanden sich zu diesem Zeitpunkt in einer von sportlichen Misserfolgen und vereinsinternen Querelen geprägten Phase. Unter dem neuen Präsidenten Gindorf wollte der hoch verschuldete Verein, der zuvor sowohl dem Abstieg als auch der Insolvenz gerade noch entgangen war, unter Trainer Baas mit Talenten aus der Region einen Neuaufbau beginnen. Die junge Mannschaft zeigte Kampfgeist und konnte im ersten Jahr unter Heinz Baas mit Platz 13 die Klasse problemlos halten. Der Start in die Runde 1967/68 jedoch begann alles andere als vielversprechend: Nach sieben Spielen ohne Sieg wurde der eingeschlagene Weg wieder in Frage gestellt, und auch Trainer Baas geriet in die Kritik. Nach der Rückkehr des Ex-Trainers Bogdan Cuvaj als „Technischer Leiter“ an den Bornheimer Hang hoffte man insgeheim auf einen freiwilligen Rücktritt Baas’, da man seine Entlassung aus dem laufenden Vertrag aus Kostengründen scheute. Baas ließ sich jedoch nicht aus der Ruhe bringen und setzte seine Arbeit fort, was wiederum vereinsintern für Streitigkeiten um Kompetenzen und einen wütenden Abgang von Cuvaj sorgte. Am Ende der Runde stand der erstmalige Abstieg des FSV in die Drittklassigkeit fest, und Baas verabschiedete sich aus Frankfurt.

### SV Wiesbaden (1968–1969)
Der Sportlehrer wechselte nun ebenfalls in die dritte Spielklasse und übernahm das Traineramt beim SV Wiesbaden. Die Mannschaft aus der hessischen Hauptstadt war gerade nach nur einem Jahr Regionalliga gemeinsam mit dem FSV in die 1. Amateurliga Hessen abgestiegen und hatte sich wie dieser den sofortigen Wiederaufstieg vorgenommen. Die gesamte Saison 1968/69 über lieferten sich die beiden Vereine ein Kopf-an-Kopf-Rennen an der Tabellenspitze, an dessen Ende die Bornheimer mit 51:17 Punkten vor dem SV Wiesbaden (49:19) Meister wurden.

### KSV Hessen Kassel (1969–1971)
Nach dem verpassten Aufstieg mit dem SVW zog es Baas zurück in die Regionalliga. Zur Spielzeit 1969/70 übernahm er den Trainerposten bei KSV Hessen Kassel. Die Nordhessen waren in den vergangenen Jahren nur selten über einen Mittelfeldplatz hinausgekommen und strebten nun einen der vorderen Ränge und die damit verbundene, finanziell lukrative Aufstiegsrunde für die Bundesliga an. Das Spitzentrio aus Offenbach, Nürnberg und Karlsruhe ließ die Konkurrenz aber in dieser Runde weit hinter sich und spielte die ersten drei Plätze unter sich aus. Für die Kasselaner verlief die Saison gemessen an den gesteckten Zielen enttäuschend, sie schlossen die Runde auf Platz sieben ab.
Zur Saison 1970/71 verstärkte Baas den Kader mit acht Neuzugängen. Die Vorrunde verlief jedoch alles andere als optimal. Darüber hinaus war es bereits Mitte September beim Heimspiel gegen Opel Rüsselsheim zu einem Eklat zwischen Baas und einigen Zuschauern gekommen. Nach lautstarken Missfallenskundgebungen von Fans angesichts der bis dahin schwachen Angriffsleistungen der Mannschaft ließ sich Baas nach dem Führungstor zum 1:0 dazu hinreißen, ihnen die Zunge herauszustrecken, was wiederum zu heftigen Reaktionen und Diskussionen führte. Baas entschuldigte sich zwar einige Tage später öffentlich, doch viel Kredit hatte er in Kassel nicht mehr. Die Kritik des Umfelds an Trainer Baas nahm im Verlauf der Runde immer mehr zu, insbesondere wurde ihm übertrieben defensive Spielweise der Mannschaft vorgeworfen. Am Ende des Kalenderjahres waren die angestrebten Aufstiegsränge vor allem aufgrund der Erfolglosigkeit auf fremden Plätzen in weite Ferne gerückt, der einzige Lichtblick war am Ende des Jahres das 2:2-Unentschieden im DFB-Pokal-Heimspiel gegen den FC Bayern München gewesen. Umso überraschender war es, dass sich der KSV im Verlauf der Rückrunde steigerte und immer näher an die Tabellenspitze heranrückte. Nach einem 2:0 am 35. Spieltag im Auestadion gegen den Tabellenzweiten Karlsruher SC rückte sogar die Aufstiegsrunde zur Bundesliga wieder in erreichbare Nähe; der KSC konnte sich jedoch durch einen Sieg am Schlusstag den zweiten Platz endgültig sichern, während Hessen Kassel mit zwei Punkten Rückstand Rang drei belegte. Unabhängig davon stand bereits vor Saisonende fest, dass Heinz Baas den Verein verlassen würde.

### Karlsruher SC (1971–1973)
Heinz Baas übernahm die Mannschaft des Karlsruher SC bereits unmittelbar nach dem letzten Liga-Spieltag der Regionalliga Süd von Kurt Baluses. Baluses hatte den Ex-Bundesligisten seit dessen Abstieg aus dem Oberhaus 1968 trainiert und nun zum dritten Mal hintereinander in die Aufstiegsrunde geführt. Unmittelbar nach Abschluss der Ligaspiele am 21. Mai 1971 war er völlig überraschend vom KSC-Präsidium entlassen und durch Baas ersetzt worden. Die Mannschaft blieb trotz des Trainerwechsels in der Aufstiegsrunde chancenlos, neben zwei Niederlagen gegen Aufsteiger Bochum, der sich durch die Tore seines Stürmerstars Hans Walitza souverän durchsetzte, unterlag man in zwei weiteren Spielen, so dass es unter fünf Mannschaften nur zu Platz vier reichte. Heinz Baas fand sich in Karlsruhe in einer ihm schon bekannten, weil für ambitionierte Regionalligisten typischen Situation wieder: Die finanziellen Mittel waren gering, die Erwartungshaltung groß. Zu einer Verletzungsserie zu Beginn der Regionalligasaison 1971/72, die Experimente in der Mannschaftsaufstellung erzwangen, gesellten sich menschliche Probleme zwischen Heinz Baas und Jürgen Weidlandt („Weil ich kein Kuscher war, sondern meine Meinung vertreten habe. Man durfte bei Baas eine Meinung haben – aber sie nicht äußern.“), die schließlich zum Ausschluss des bewährten Abwehrrecken aus der Stammelf führten. Nach einem passablen Saisonstart ließen die Leistungen immer mehr nach, so dass bald auch die Zuschauerzahlen sanken. Als sich nach mehreren Feldverweisen und durch den Armbruch von Torhüter Rudi Wimmer die Zahl der verfügbaren Stammspieler kurz vor dem Jahreswechsel immer weiter verringerte, war der angestrebte zweite Platz in weite Ferne gerückt. Baas reagierte mit verschärftem Training auf die sportliche Talfahrt, doch die Mannschaft spielte weiterhin nur mittelmäßig und belegte am Rundenende einen enttäuschenden fünften Platz.
Zur Saison 1972/73 gab es einen großen personellen Umbruch im Mannschaftsgefüge der Karlsruher, nur zehn Spieler des Vorjahreskaders standen auch im Aufgebot der neuen Spielzeit. Baas bewies eine glückliche Hand bei den Neuverpflichtungen, insbesondere die Offensivkräfte Gerhard Faltermeier (Jahn Regensburg) und Roland Vogel (VfB Knielingen) sorgten mit ihren Toren für frischen Wind im Wildpark. Trotz der erfolgreichen Saison war Trainer Baas weder innerhalb der Mannschaft – Wilfried Trenkel etwa bezeichnete ihn später als „unheimlich misstrauisch“ – noch bei den Fans beliebt; einige drohten sogar, seine Wohnung in die Luft zu sprengen. Am Ende der Saison belegte der KSC nur einen Punkt hinter Meister Darmstadt 98 Platz zwei der Tabelle und war damit für die Aufstiegsrunde qualifiziert. Intern jedoch krachte es bereits vor deren Beginn mächtig im Gebälk des Vereins: Der Leiter der Vertragsspielerabteilung hatte sein Amt niedergelegt, nachdem er in seinen Kompetenzen beschnitten fühlte. Nachdem es in der Aufstiegsrunde bei weitem nicht zur erhofften Rückkehr in die Bundesliga gereicht hatte – aus den acht Spielen sprangen nur je zwei Siege und Unentschieden heraus –, bat die Vereinsführung Baas zu einem Gespräch. Und dieser bat daraufhin um die vorzeitige Auflösung seines Vertrages.

### KSV Hessen Kassel (1973–1974)
Am 6. November 1973 kehrte Heinz Baas zum KSV Hessen Kassel zurück. Er löste dort Willi Hellwig ab, der nach einem miserablen Saisonstart in die Regionalligarunde 1973/74 und elf sieglosen Spielen in Folge entlassen worden war. Die Nordhessen fanden sich nach Jahren im gesicherten Mittelfeld mit Ambitionen nach oben nunmehr auf den Abstiegsrängen wieder. Baas konnte jedoch den Abstieg in die Hessenliga nicht verhindern, so dass sein zweites Engagement beim KSV bereits nach sechs Monaten wieder endete.

### SV Wiesbaden (1974–1975)
Die nächste Station von Baas war der SV Wiesbaden und damit erneut ein Verein, den er schon einmal betreut hatte. Der SVW, Vorjahres-Vierter der Amateurliga Hessen, wollte mit Macht den Aufstieg in die Zweitklassigkeit erzwingen und verpflichtete dafür mit „Bubi“ Hönig und Bernd Rupp sogar zwei ehemalige Bundesligaprofis. Unter Heinz Baas sollte der Aufstieg nun gelingen, obwohl die Hessenliga durch die vorausgegangene Ligareform (Einführung der 2. Bundesliga) mit drei Absteigern aus der Regionalliga – FSV Frankfurt, VfR OLI Bürstadt und KSV Hessen Kassel – deutlich stärker besetzt war als im Jahr zuvor. Baas gab dennoch das Ziel „Aufstieg in die Zweite Bundesliga in diesem oder im nächsten Jahr“ aus. Am Ende der Saison 1974/75 liefen die drei Regionalliga-Absteiger in der genannten Reihenfolge auf den ersten drei Tabellenplätzen ein und Wiesbaden belegte lediglich den fünften Rang, so dass das Saisonziel deutlich verfehlt wurde. Heinz Baas wurde durch Erich Gebauer abgelöst, doch auch im darauf folgenden Jahr kam der SVW nicht über einen vierten Rang hinaus. Weitere zwei Jahre später stiegen die Wiesbadener aus der Hessenliga ab.

### SC Freiburg (1978–1979)
Ende September 1978 übernahm Heinz Baas mit dem Zweitliga-Neuling SC Freiburg noch einmal einen höherklassigen Verein. Er hatte zuvor den baden-württembergischen Amateuroberligisten 1. FC Pforzheim betreut und übernahm nach dem achten Spieltag der Saison 1978/79 die sportliche Leitung des SCF von Aufstiegstrainer Manfred Brief, der nicht im Besitz des erforderlichen A-Trainerscheins war. Baas war zu dieser Zeit in Frankfurt am Main ansässig und pendelte jeden Tag mit dem Zug zwischen Frankfurt und Freiburg. Seine „Mission“ bei den Südbadenern war der Klassenerhalt des Aufsteigers, der mit vier Niederlagen in Folge denkbar schlecht in die Saison gestartet war. Baas holte als erstes Volker Fass vom VfL Osnabrück an die Dreisam, mit der Verpflichtung des Ungarn Gabor Zele vom FSV Frankfurt sowie Alfred Steinkirchner und Siegfried Susser, zwei Leihgaben aus Nürnberg, folgten im Lauf der Saison weitere Verstärkungen. Der SC Freiburg belegte schließlich Rang 15 und konnte wie auch der Lokalrivale Freiburger FC, den man im Derby in der Rückrunde mit 1:0 besiegt hatte, die Klasse halten. Baas verließ den Verein am Saisonende wieder.